# Congreso Católico
Un Congreso Católico (en alemán Katholikentag, en neerlandés Katholiekendag) es una reunión de varios días de duración. El primer congreso de los creyentes católicos alemanohablantes tuvo lugar en 1848 en Maguncia. Antes de 1877 algunos congresos católicos alemanes tuvieron lugar en Austria, pero desde 1877 los congresos católicos austríacos se celebran separadamente. En Suiza el primer congreso católico tuvo lugar en 1903 en Lucerna y el último hasta ahora en 1954 en Friburgo (Suiza). En los Países Bajos el primer congreso católico fue celebrado en 1899 y el último en 1940.

## Congreso Católico de Europa Central de 2004
El congreso católico de 2004 en el lugar de peregrinación austríaco Mariazell en Estiria fue llamado Congreso Católico de Europa Central, porque participaron también creyentes católicos de Bosnia-Herzegovina, Chequia, Croacia, Eslovaquia, Eslovenia, Hungría y Polonia.